# Marmorosphax montana
Marmorosphax montana är en ödleart som beskrevs av  Ross A. Sadlier och BAUER 2000. Marmorosphax montana ingår i släktet Marmorosphax och familjen skinkar. IUCN kategoriserar arten globalt som sårbar. Inga underarter finns listade i Catalogue of Life.